# Hình thù côn trùng

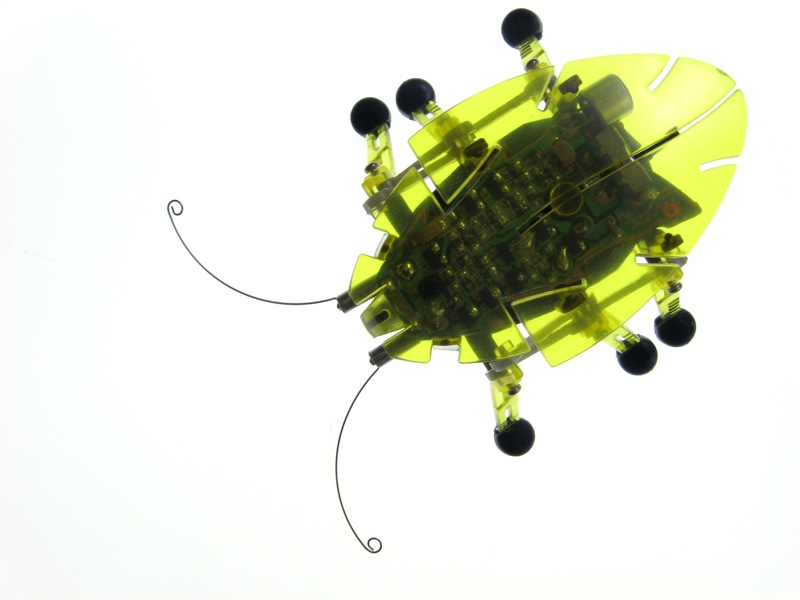
Một robot nhỏ được thiết kế để tái tạo chức năng của côn trùng. Thường được dùng làm đồ chơi.

Hình thù côn trùng hoặc Bộ dạng côn trùng (tiếng Anh: Insectoid) là từ dùng để chỉ bất kỳ sinh vật hoặc vật thể nào có hình thù cơ thể hoặc đặc điểm tương tự với côn trùng (gồm cả loài nhện) phổ biến trên Trái Đất. Thuật ngữ này còn được sử dụng trong công nghệ, UFO học và truyền thông khác.

## Định nghĩa

### Công nghệ
Trong công nghệ, robot côn trùng như hexapod được thiết kế dành cho mục đích khoa học hoặc quân sự. Nghiên cứu tiếp tục thu nhỏ những robot này để dùng làm loại thiết bị bay gián điệp hoặc trinh sát. Các tính năng của loại hình côn trùng cũng có thể làm tăng hiệu quả của robot trong việc vượt qua các dạng địa hình khác nhau.

### Nghiên cứu UFO
Trong lĩnh vực nghiên cứu UFO, người ngoài hành tinh hình côn trùng được cho là sinh vật ngoài Trái Đất có cơ thể tương tự với côn trùng hoặc loài nhện Trái Đất. Những sinh vật này có liên quan đến những lần gặp gỡ người ngoài hành tinh và kịch bản người ngoài hành tinh bắt cóc nhưng sự hiện diện của họ không được báo cáo rộng rãi như chủng Bắc Âu và chủng Xám.
Trước năm 1990, các báo cáo về UFO liên quan đến hình thể côn trùng chỉ bao gồm người bướm và vụ bắt cóc Allagash. Năm 1992, nhà nghiên cứu về người ngoài hành tinh bắt cóc Brian Thompson tuyên bố rằng một y tá quen biết với ông đã kể lại rằng vào năm 1957 ở Cincinnati đích thân bà đã bắt gặp một thực thể giống bọ ngựa cao 3 foot  (0,91 m) hai ngày sau khi nhìn thấy UFO hình chữ V. Sinh vật giống bọ ngựa này gợi nhớ đến thực thể hình côn trùng được báo cáo trong một số tài liệu viết về người ngoài hành tinh bắt cóc. Ông bèn thuật lại báo cáo này cho nhà nghiên cứu đồng nghiệp Leonard H. Stringfield. Stringfield liền nói với Thompson về hai trường hợp mà ông có trong đống hồ sơ của mình khi các nhân chứng riêng biệt đã trình báo những trường hợp giống hệt nhau ở cùng một nơi và cùng năm. Nhà nghiên cứu về người ngoài hành tinh bắt cóc Karla Turner trong cuốn sách Into the Fringe kể rằng một người đàn ông tên là David đã nhớ lại cuộc chạm trán với một con bọ ngựa khổng lồ trong phiên thôi miên. Linda Moulton Howe trong cuốn sách Glimpses of Other Realities mô tả một số câu chuyện về loài bọ ngựa ngoài hành tinh. Cuốn sách này còn bao gồm trường hợp của Linda Porter và David Huggins. Năm 1988, Linda Porter nhớ lại một vụ người ngoài hành tinh bọ ngựa bắt cóc mà bà nói đã xảy ra lúc còn nhỏ tuổi. Cùng năm 1988, David Huggins nhớ lại cuộc gặp gỡ với người ngoài hành tinh bọ ngựa mà ông kể lại diễn ra vào thập niên 1950 thuở ấu thơ. Cuốn sách cũng tường thuật trường hợp của Jeanne Robinson lúc mà bà nhận được thông điệp của một người ngoài hành tinh tương tự như loài bọ ngựa. Theo Robinson, những người ngoài hành tinh này là một nhánh của chủng Xám. Sau đó, một số nhà nghiên cứu UFO nghiệp dư liên quan đến người ngoài hành tinh hình côn trùng trong các thuyết âm mưu về UFO. Nhà UFO học hoài nghi Martin Kottmeyer cho rằng hiện tượng người ngoài hành tinh bọ ngựa có thể được giải thích do tác động của các yếu tố văn hóa như phim khoa học viễn tưởng mà những sinh vật này vào vai nhân vật chính.

### Truyền thông khác
Sinh vật giống côn trùng từng là một phần của truyền thống khoa học viễn tưởng và giả tưởng. Trong bộ phim A Trip to the Moon công chiếu năm 1902, Georges Méliès đã miêu tả chủng tộc Selenites trên Mặt Trăng dưới dạng côn trùng. Olaf Stapledon kết hợp hình côn trùng trong cuốn tiểu thuyết Star Maker năm 1937 của ông. Trong tiểu thuyết giả tưởng giật gân, sinh vật hình côn trùng thường được sử dụng làm nhân vật phản diện đe dọa thiếu nữ gặp nạn. Những mô tả sau này về người ngoài hành tinh côn trùng thù địch bao gồm kẻ phản diện trong tiểu thuyết  Starship Troopers của Robert A. Heinlein và "buggers" trong loạt truyện Ender's Game của Orson Scott Card.
Nữ hoàng tổ ong là chủ đề của các cuốn tiểu thuyết bao gồm Serpent's Reach của C. J. Cherryh và loạt phim Alien. Tình dục đã được đề cập đến trong các cuốn tiểu thuyết "The Lovers" của Philip Jose Farmer, Xenogenesis của Octavia Butler và Perdido Street Station của China Miéville.